# Abutre

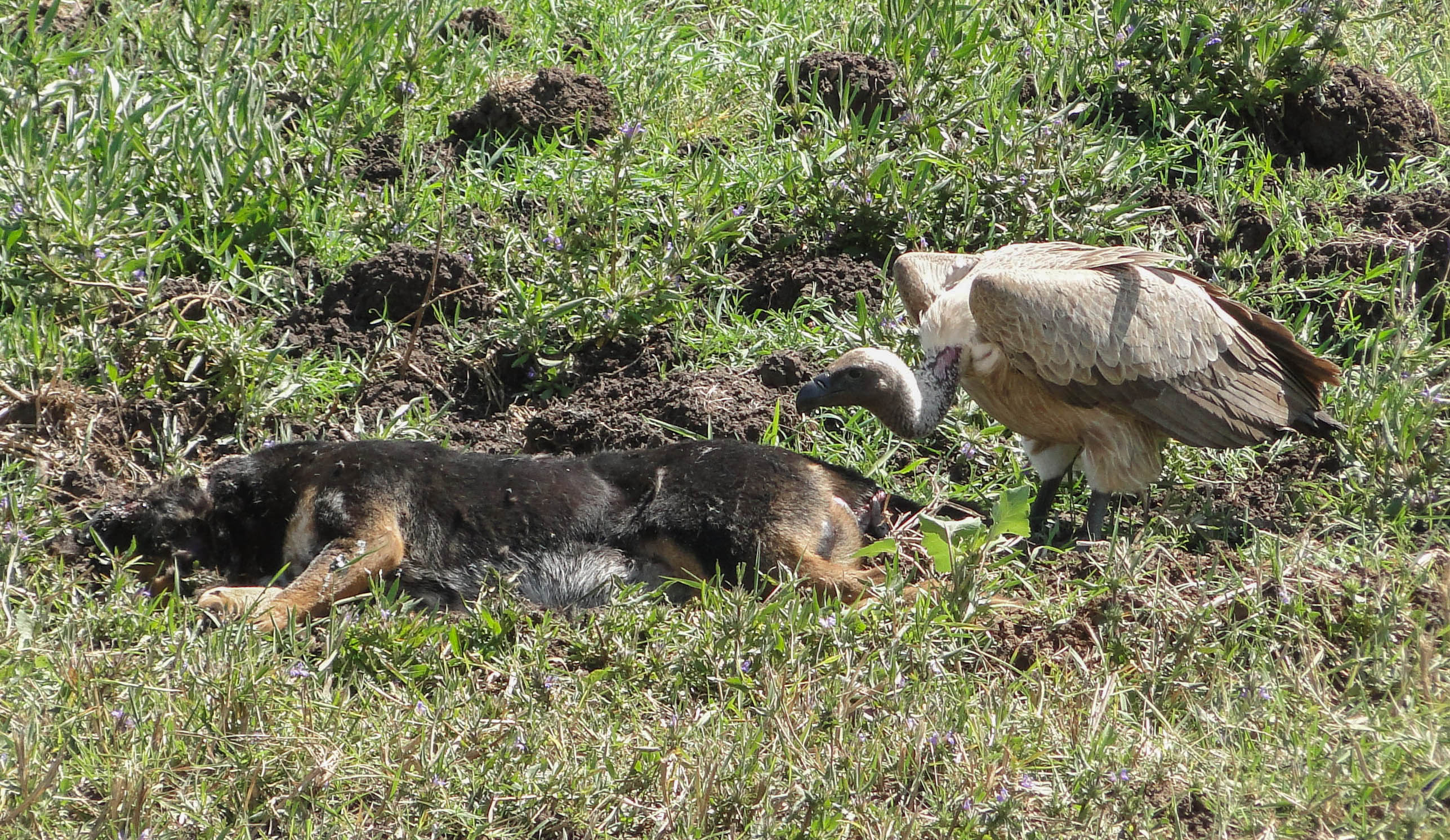
Grifo-africano comendo um cão

Abutre é o nome vulgar dado às aves accipitriformes da família Accipitridae, de hábitos necrófagos, conhecidas também como abutres-do-velho-mundo. Os abutres assemelham-se exteriormente aos urubus e condores (os abutres-do-novo-mundo), mas estes pertencem à família Cathartidae. Os abutres são aves de grande envergadura, usando correntes de ar quente para planar, têm cauda pequena e geralmente são desprovidos de penas na cabeça.
Os abutres são mais longevos em relação a outras aves, chegando a viver 30 anos em cativeiro.

## Anatomia geral do trato digestivo
O abutre  apresenta o trato digestório típico das aves em geral, porém com muitas especializações adaptativas para sua dieta estritamente carniceira. O alimento é ingerido em grandes porções pelo uso de seu bico afiado que separa pedaços de carne de uma carcaça, o alimento é ingerido pelo auxílio de sua língua espessa e encaminhado para o esôfago. O palato mole é o responsável pelo encaminhamento do alimento diretamente para o esôfago, sem ocorrer possibilidade dele cair nas vias respiratórias e provocar asfixia ou infecções nos pulmões. Após a passagem pelo esôfago, o alimento chega ao papo e posteriormente à moela, na qual, diferentemente das outra aves, não há digestão mecânica. O quimo (bolo alimentar) chega ao intestino delgado e posteriormente ao grosso e finalmente sai pela cloaca.

## Géneros e espécies
- Gypaetus
  - G. barbatus — Abutre-barbudo ou quebra-ossos
- Gyps
  - G. africanus — grifo-africano
  - G. fulvus — grifo-eurasiático
  - G. coprotheres — grifo-do-cabo
  - G. bengalensis — grifo-bengalense
  - Gyps indicus - grifo-indiano
  - Gyps tenuirostris — grifo-de-bico-fino
  - G. ruepellii — grifo-de-rüppell
  - G. himalayensis — grifo-dos-himalaias
- Torgos
  - T. tracheliotus — abutre-real
- Aegypius
  - A. monachus — abutre-negro
- Neophron
  - N. percnopterus — abutre-do-egipto
- Gypohierax
  - G. angolensis — abutre-das-palmeiras
- Necrosyrtes
  - N. monachus — abutre-de-capuz
- Trigonoceps
  - T. occipitalis — abutre-de-cabeça-branca